# Derectaotus leucopygus
Derectaotus leucopygus is een rechtvleugelig insect uit de familie Mogoplistidae. De wetenschappelijke naam van deze soort is voor het eerst geldig gepubliceerd in 1924 door Lucien Chopard.